# 雨燕目
雨燕目（學名：Apodiformes）在动物分类学上是鸟纲中的一个目。雨燕一类的鸟又称为“胡燕”，雨燕一名来自于日本。

## 分布
雨燕目鸟分布广泛。其中蜂鸟科的鸟仅在美洲分布。

## 外形特征
雨燕目鸟类体形较小，雌雄同色，羽毛多具光泽。头骨呈雀腭型或裂腭型；嘴形扁短，尖端稍曲，基部宽阔，无嘴须；翼形尖长，第5片飞羽存在或缺如；尾形多变，大多呈叉状，尾羽10枚；脚短，跗蹠大多被羽；四趾均向前，或则后趾能向前转动；唾液腺发达；尾脂腺裸出。

## 习性
雨燕目的鸟多集群活动，营巢于岩洞、建筑物缝隙处。巢材多用唾液粘合，使巢固着在岩壁或建筑物上。这一目的鸟飞行能力强，速度快且敏捷，在飞行中进行捕食昆虫或啄食花蜜，可悬停。

## 分类
对于蜂鸟一类的鸟是否应属于雨燕目，不同的分类方法有不同的解释。这一目共包含3个科，132个属
1. 雨燕科（Apodidae）19属113种。头无羽冠，跗蹠较第一趾（不连爪）为长，或与等长。
2. 凤头雨燕科（Hemiprocnidae）1属4种。头上具羽冠，跗蹠较第一趾（不连爪）为短。
3. 蜂鸟科（Trochilidae）113属361种

### 包含灭绝类群的分类
雨燕目
- †崖雨燕科 Aegialornithidae Lydekker, 1891 [Primapinae Harrison, 1984c]
  - †首足雨燕属 Primapus Harrison & Walker, 1975
  - †崖雨燕屬 Aegialornis Lydekker, 1891
- 雨燕亚目 Apodi
  - Genus †原拟雨燕属 Procypseloides Harrison, 1984c
  - Genus †Laputavis Dyke, 2001b
  - Genus †斯科讷雨燕属Scaniacypselus Harrison, 1984
  - †始雨燕科 Eocypselidae Harrison 1984
    - †始雨燕属 Eocypselus Harrison, 1984梅塞尔副阿尔戈蜂鸟的化石

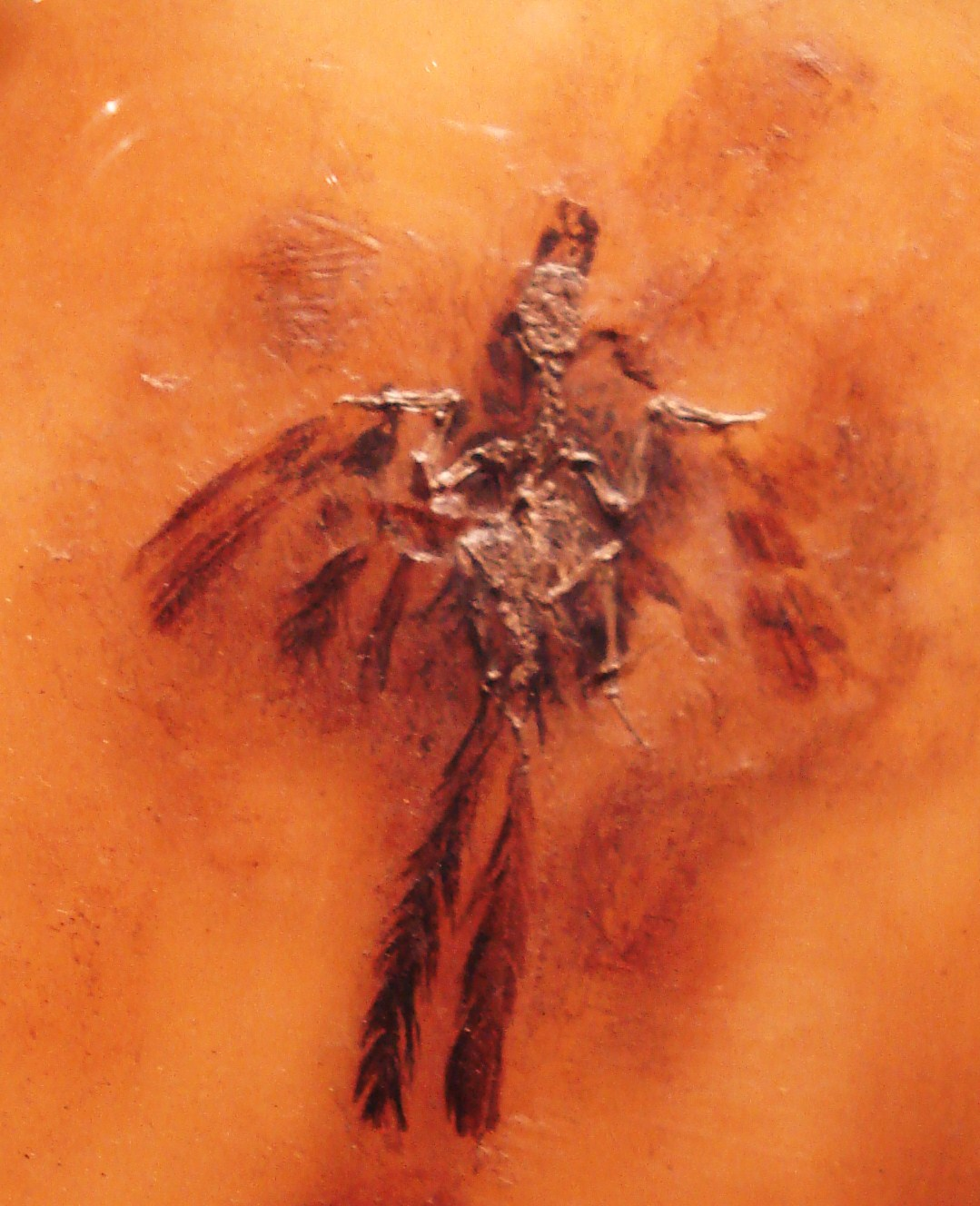
梅塞尔副阿尔戈蜂鸟的化石

  - 凤头雨燕科 Hemiprocnidae Oberholser, 1906
  - 雨燕科 Apodidae Olphe-Galliard, 1887
- 蜂鸟亚目 Trochili
  - Genus †Palescyvus Karchu, 1988
  - †祖燕蜂鸟科 Cypselavidae Mourer-Chauviré, 2006
    - †阿尔戈蜂鸟属 Argornis Karchu, 1999
    - †祖燕蜂鸟属 Cypselavus Gaillard, 1908
    - †副阿尔戈蜂鸟属 Parargornis Mayr, 2003

  - †轭蜂鸟科 Jungornithidae Karchu, 1988
    - †轭蜂鸟属 Jungornis Karchu, 1988

  - 蜂鸟科 Trochilidae Vigors, 1825

## 保护
雨燕目的鸟与人类的生活关系密切。在东亚、东南亚地区有食用燕窝的传统，燕窝某几种金丝燕属的鸟唾液粘合的巢材，对于其药理效果目前没有明确的说法，但在该地区的人认为燕窝是滋补佳品.